# گورستان گاوروانی
قبرستان گاوروانی مربوط به دوران‌های تاریخی پس از اسلام متأخر دوران‌های تاریخی پس از اسلام است و در شهرستان اسلام‌آباد غرب، بخش حمیل، دهستان منصوری، ۶۰۰ متری جنوب روستای گاوروانی واقع شده و این اثر در تاریخ ۶ اسفند ۱۳۸۵ با شمارهٔ ثبت ۱۷۵۷۱ به‌عنوان یکی از آثار ملی ایران به ثبت رسیده است.